# Torneio de Roland Garros de 1969
O Torneio de Roland Garros de 1969 foi um torneio de tênis disputado nas quadras de saibro do Stade Roland Garros, em Paris, na França, entre 26 de maio e 8 de junho. Corresponde à 2ª edição da era aberta e à 68ª de todos os tempos.

## Finais

### Profissional
| Categoria | Evento    | Campeã(s)(o/ões)                | Vice-campeã(s)(o/ões)              | Resultado               | Chave(s)  | Chave(s)       |
| --------- | --------- | ------------------------------- | ---------------------------------- | ----------------------- | --------- | -------------- |
| Simples   | Masculino | Rod Laver                       | Ken Rosewall                       | 6–4, 6–3, 6–4           | principal | qualificatório |
| Simples   | Feminino  | Margaret Court                  | Ann Haydon Jones                   | 6–1, 4–6, 6–3           | principal | qualificatório |
| Duplas    | Masculino | John Newcombe Tony Roche        | Roy Emerson Rod Laver              | 4–6, 6–1, 3–6, 6–4, 6–4 | principal | principal      |
| Duplas    | Feminino  | Françoise Dürr Ann Haydon Jones | Margaret Court Nancy Richey        | 6–0, 4–6, 7–5           | principal | principal      |
| Duplas    | Misto     | Margaret Court Marty Riessen    | Françoise Durr Jean-Claude Barclay | 6–3, 6–2                | principal | principal      |

### Juvenil
| Categoria | Evento    | Campeã(s)(o/ões) | Vice-campeã(s)(o/ões) | Resultado     | Chave(s)  | Chave(s)       |
| --------- | --------- | ---------------- | --------------------- | ------------- | --------- | -------------- |
| Simples   | Masculino | Antonio Muñoz    | Jacques Thamin        | 6–2, 4–6, 6–4 | principal | qualificatório |
| Simples   | Feminino  | Kazuko Sawamatsu | Anne-Marie Cassaigne  | 6–2, 6–0      | principal | qualificatório |